# Астрономічна обсерваторія в Ольштині

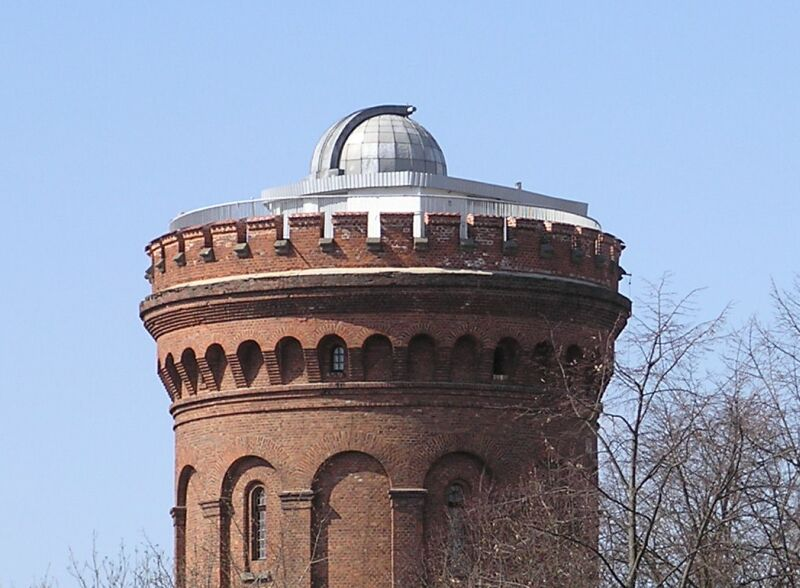
Купол обсерваторії

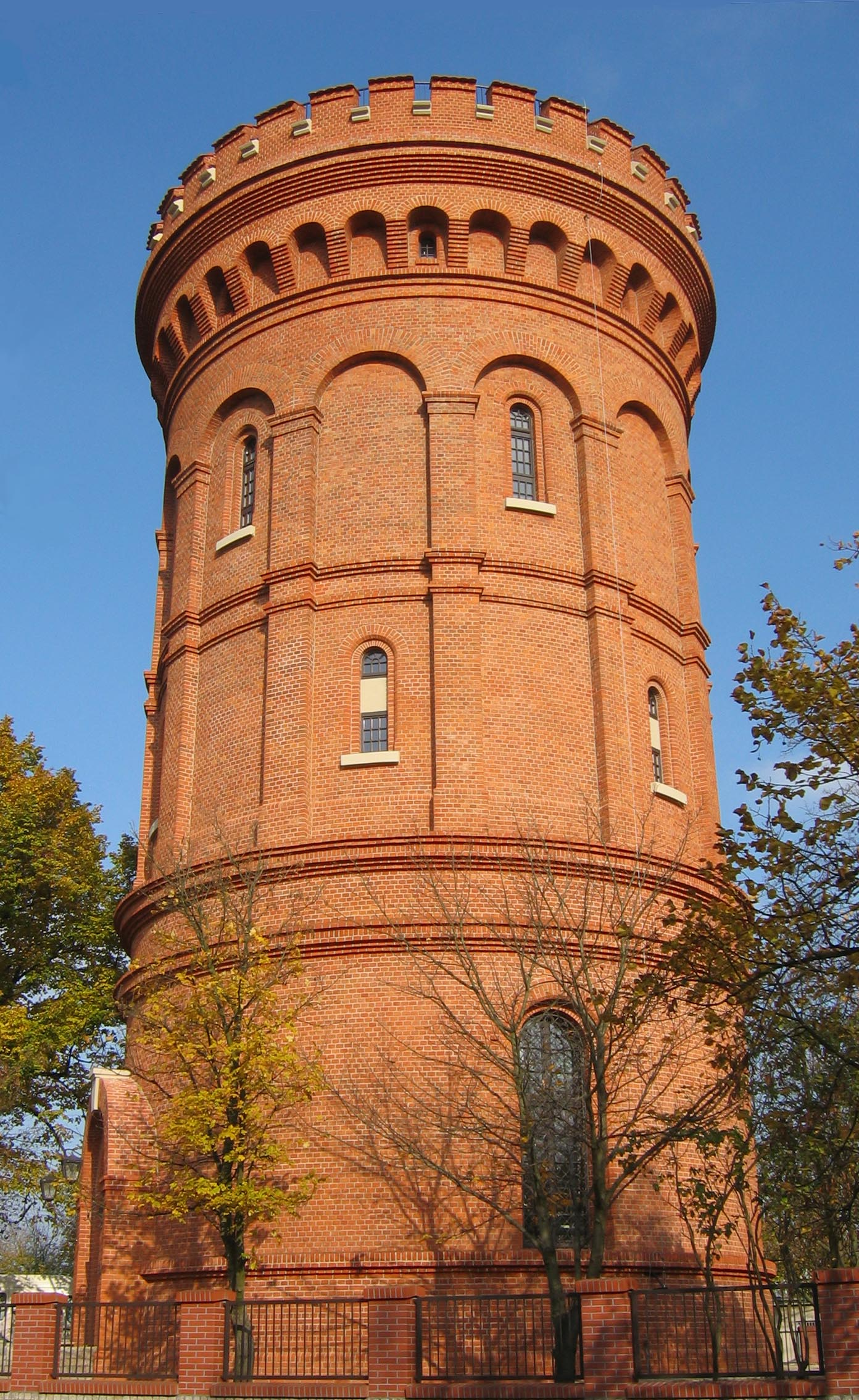
Вид на обсерваторію з Жовнерської вулиці

Астрономічна обсерваторія в Ольштині розташована в переобладнаній водонапірній вежі, побудованій у 1897 році на пагорбі Святого Андрія, найвищому (143 м над рівнем моря) пагорбі старого Ольштина. Обсерваторія була відкрита 13 жовтня 1979 року. За гарної погоди обсерваторія проводить демонстрації неба. Крім того, з тераси можна побачити панораму Ольштина.

## Майстерні при обсерваторії

### Тераса
Обсерваторія має телескопи Zeiss: 2 рефлектори 150/2250 (діаметр об'єктива у мм/фокусна відстань у мм), 2 рефрактори 63/840 і рефрактори 100/1000 і 80/1200. Астрокамери 60/270 і 56/250 використовуються для зйомки небесних тіл

### Купол
- Основним телескопом є рефрактор Куде діаметром 150 мм і фокусною відстанню 2250 мм, що теоретично дає можливість спостерігати об'єкти до 13-ї зоряної величини, але реальна границя знижується до 10 зоряної величини через розташування обсерваторії в місті і світлове забруднення. До телескопа приєднані дві астрокамери діаметром 60 мм і фокусною відстанню 270 мм.
- Крім того, у розпорядженні відвідувачів є телескоп Meade LX 200. Це рефлектор системи Шмідта-Кассегрена з діаметром об’єктива 21 см і ефективною фокусною відстанню 132 см, що найкраще підходить для спостереження за великими об’єктами, такими як Місяць, планети, комети, туманності, зоряні скупчення та галактики.

### Майстерня служби часу
У студії є радіогодинник, який приймає сигнали сонячного часу. Зоряний час показують маятниковий годинник Шортта (найточніший в історії маятниковий годинник). Є також морські хронометри і хронограф.

### Лабораторія космічного випромінювання
У лабораторії є лічильники Гейгера, які використовуються для реєстрації частинок випромінювання з енергією близько 1 ГеВ.